# Gaylord (Minnesota)
Gaylord település az Amerikai Egyesült Államok Minnesota államában, Sibley megyében, melynek megyeszékhelye is. Lakosainak száma 2273 fő (2020. április 1.).

## Népesség
A település népességének változása:

| 2010 | 2 305 |
| 2020 | 2 273 |